# Khotont
Khotont (tiếng Mông Cổ: Хотонт) là một sum của tỉnh Arkhangai tại miền trung Mông Cổ. Vào năm 2010, dân số của sum là 3.884 người.

## Địa lý
Trung tâm sum, Khotont, nằm cách thủ đô Ulaanbaatar 350 km và cách tỉnh lị Tsetserleg 90 km.
Phần phía nam của khu vực có các ngọn núi trong dãy Khangai: Öndor Sant, Bayanzürkh và Khotont. Ở phần trung tâm và phía bắc sum có thung lũng sông Orkhon. Ở đây cũng có thác nước Ulaan Tsutgalan, một địa điểm thu hút khách du lịch.
Động vật có hươu, sói, cáo, cáo corsac và thỏ rừng.
Có trữ lượng quặng sắt, biotit, hóa chất và vật liệu xây dựng.

### Khí hậu
Khu vực có khí hậu cận Bắc Cực. Nhiệt độ trung bình hàng năm trong khu vực là 4 °C. Tháng ấm nhất là tháng 6, khi nhiệt độ trung bình là 24 °C và lạnh nhất là tháng 1, với -20 °C.  Lượng mưa trung bình hàng năm là 359 mm. Tháng khô nhất là tháng 7, với lượng mưa trung bình 95 mm và khô nhất là tháng 2, với lượng mưa 3 mm.

## Kinh tế
Nền kinh tế của Khotont chủ yếu dựa vào chăn nuôi gia súc. Các tiện ích tại đây bao gồm một xưởng làm việc, một trường học, một bệnh viện và một nhà máy.

## Hành chính
Sum Khotont được chia thành 6 bag (xã):
- Khotont (trung tâm sum)
- Khöövör
- Burgaltai
- Ulaan chuluu
- Orkhon
- Öndör Sant
- Zurgaan Bagtai